# آصف جاه قمر الدين
مِير قَمَرُ الدِّينِ خَان چِين قِلِيچْ صِدِّيقِي نِظَامُ المُلْكِ آصِفْ جَاه بنُ مِيْر شِهَابُ الدِّينِ صِدِّيقِي فَرزَند أرجُمَنْد غَازِي الدِّينِ خَان بَاي أفَندِي بَهَادُر فَيرُوز جُنغ (بالفارسية: مِير قَمرالدِين خَان چين قِليچ صِديقِي نِظَامُ‌المُلكِ آصِفْ جاه بن مِير شِهَابُ‌الدينِ صِديقِي فَرزَند أرجُمَند غَازي‌الدين خان باي أفَندِي بَهَادُر فيروز جنگ، وبالأردية: مير قمر الدين خاں چين قليچ صِديقِي نِظام‌المُلك آصِفْ جاه بن مِير شِہابُ‌الدينِ صِديقِي فَرزَند أرجمند غازي‌الدين خان باي أفندي بهادر فيروز جنگ) (5 ربيع الآخر 1082هـ المُوافق فيه 11 آب (أغسطس) 1671م - 4 جمادى الآخرة 1161هـ المُوافق فيه 1 حزيران (يونيو) 1748م) المعروف اختصارًا بِـ«آصف جاه قمر الدين» أو «آصف جاه الأول» أو «نظام المُلك» هوَ من الأمراء الشِّيعة والقادة الكبار في الهند ومُؤسِّس دولة حيدر آباد وهو كذلك مُؤسِّس السُلالة الآصف جاهيَّة التي حكمت في البلاد الهنديَّة طيلة مائتي عام إلى أن انقضى أجلُها سنة 1948م. كما كان شاعرًا ومن أشعاره قوله:
آصف از حديث نبوي ميكند
اين جام بى مهر علي
آب از كوثر نثوان خرد(1)
كانت وفاته سنة 1161 هـ عن تسعة وسبعين سنة، ودفن في مقبرة برهان الدين بالهند.

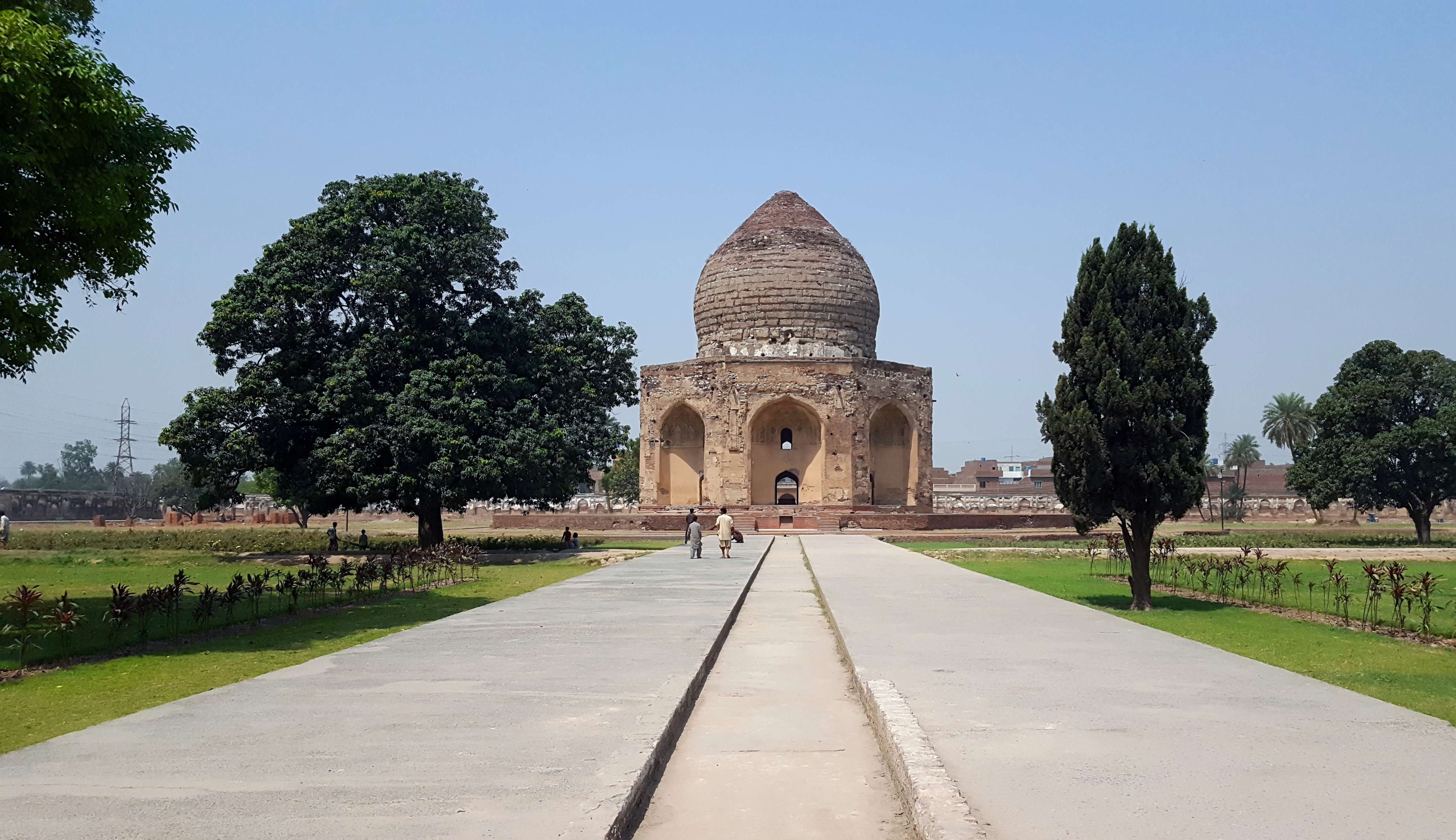
ضريح آصف جاه قمر الدين

## الهوامش
- 1 - ترجمة هذا الشعر: ”إن آصف استفاد من الحديث النبوي أن ماء الكوثر لا يمكن شربه بدون إجازة من علي“.

### كتب
- أعيان الشيعة. محسن الأمين، طبع بيروت - لبنان، تاريخ الطبع مفقود، منشورات دار التعارف.

### إشارات مرجعية
1. ↑  الأمين، محسن. أعيان الشيعة - ج2. ص. 103. مؤرشف من الأصل في 2019-12-08.
2. ↑  الأمين، محسن. أعيان الشيعة - ج2. ص. 104. مؤرشف من الأصل في 2019-12-08.
3. ↑  الأمين، محسن. أعيان الشيعة - ج2. ص. 103. مؤرشف من الأصل في 2019-12-08.